# Джордж Тернер (художник)
Джордж Тернер (англ. George Turner; 1841—1910) — англійський художник-пейзажист і фермер, прозваний «Дербішірським Джоном Констеблем».
Тернер народився в Кромфорді, але пізніше переїхав з родиною в Дербі. У нього рано проявився талант до музики й малювання, заохочений його батьком, кравцем за професією та художником-аматором. Джордж Тернер багато займався, бажаючи стати професійним художником і вчителем малювання.
1865 року Тернер одружився з Елізою Лакіна (англ. Eliza Lakin; 1837—1900), ростив дітей на фермі Walnut в Барроу-апон-Трент. У подружжя було четверо дітей: Мері (в шлюбі Чамберлейн (Chamberlain), пізніше Вур (Woore); 1868—1937), Флоренс Палмер (Florence Palmer Turner; 1869—1955), Вільям Лакін (William Lakin Turner; 1867—1936; згодом теж став художником) і Персі Рід (Percy Reed Turner; 1871—1936). Після смерті Елізи Тернер переїхав в Кірк Айртон (Kirk Ireton), де одружився з актрисою Кейт Стівенс Сміт (Kate Stevens Smith; 1871—1964) і зажив з нею в Ідрідгехей (Idridgehay), де й помер в 1910 році.
Тернер працював олією й писав буколічні сценки, переважно Дербіширу, залишивши значущу спадщину видів Англії до того, як в неї прийшла механізація, автомашини й урбанізація. Його роботи виставлялися в Ноттінгемі й Бірмінгемі. Тернер служив в Художньому комітеті Музею і художньої галереї Дербі, і в колекції цієї галереї зберігаються його роботи і роботи його сина.